# Durostorum
Durostorum (oppure: Dorostorum) fu una fortezza legionaria romana di epoca imperiale. Era situata lungo il fiume Danubio, nei pressi dell'odierna Silistra, città dell'odierna Bulgaria.

## Storia
Durostorum fu fondata dai Romani attorno al 29 a.C., come importante base militare (castellum) e porto fluviale, oltreché nodo stradale della provincia di Mesia, lungo il limes danubiano. Questa strada collegava i più importanti siti militari fino al delta del Danubio, vale a dire Sexaginta Prista , Troesmis, Novae. E proprio a Durostorum c'era un bivio per Marcianopoli e Odessos, congiungendosi quindi alla cosiddetta Via Pontica.
Dopo le guerre daciche dell'imperatore Traiano, qui fu posta la legio XI Claudia, a protezione di questo tratto di frontiera danubiana. Sotto l'imperatore Gordiano III (238-244) Durostorum fu assediata da Goti, Carpi e Sarmati. Anche sotto l'imperatore Decio (249-251), fu coinvolta in nuovo battaglie contro Goti e Carpi, che avevano attraversato il Danubio, invadendo le province di Mesia e Tracia. Nel corso di queste lotte, Decio cadde non molto distante da qui presso Abritto (nel 251).
Anche sotto l'imperatore Aureliano (270-275) ci furono duri combattimenti attorno a Durostorum contro i Carpi. Si racconta, infatti, che nel 272 Aureliano riuscì a battere il re dei Goti, Cannabaude, ma decise di abbandonare tutti i territori a nord del Danubio, ritirandosi dalla vicina Dacia. Durostorum tornò così ad essere città di confine. E sempre Aureliano combatté contro alcuni usurpatori del tratto di limes, Carsium-Sacidava, che avevano distrutto Durostorum.
Sotto l'imperatore Diocleziano (284-305), la città fu visitata dallo stesso nell'estate del 303, e divenne capitale della nuova provincia di Scizia minore.
Nel 388 fu sede di un vescovado. Uno dei primi suoi vescovi fu Aussenzio di Dorostorum, di origini barbare, primo vescovo dei Visigoti. In precedenza furono martirizzati nella regione ben 12 cristiani, dagli inizi del IV secolo. Le reliquie di quattro di loro (Dasios, Massimo, Dada e Quintiliano) erano conservate in città ancora nel V secolo. Dopo la divisione dell'impero romano, Durostorum appartenne all'Impero romano d'Oriente, poi Bizantino.